# Alessandro Cappelletti
Alessandro Cappelletti (* 22. Dezember 1966 in Bologna) ist ein italienischer Filmregisseur und Drehbuchautor.

## Leben
Cappelletti drehte zahlreiche Werbespots, bevor er 1994 mit dem in Mexiko gedrehten Viva an Isidro! nach einer Erzählung von Pino Cacucci und eigenem Drehbuch im Kino debütierte. 1990 war er bereits an einem Drehbuch beteiligt gewesen. Nach seinem Ausflug in den Spielfilm widmete er sich wieder Werbefilmen, für die er mehrfach ausgezeichnet wurde. 2004 war er am Buch zum Film Il tic all'occhio beteiligt.

## Filmografie
- 1994: Viva San Isidro!